# ارمنس رجبیان
ارمنس رجبیان (۱۷ مارس ۱۹۰۶ - ۲۹ سپتامبر ۱۹۸۹) یک زن آمریکایی ارمنی‌تبار بود که با اشتیاق خود به عنوان منتقد کتاب، سخنران، مجری و نویسنده، مخاطبان تگزاس را شیفته خود کرد. او در طول بیش از ۴۰ سال فعالیت حرفه‌ای خود، ده‌ها باشگاه کتاب (که به نام باشگاه‌های کتاب رجبیان و همچنین با نام‌های وابسته دیگر شناخته می‌شوند) را الهام‌بخشید و دو کتاب در مورد مبارزات خود و همسرش در مواجهه با نسل‌کشی ارامنه نوشت.

## زندگی شخصی
ارمنس رجبیان با نام ارمنس ماریون ورساوریان در امپراتوری عثمانی در ۱۷ مارس ۱۹۰۶ به دنیا آمد. پدرش یک وکیل برجسته برای دولت عثمانی و همچنین رهبری در جامعه ارمنی بود. مادرش از اشراف زمین‌دار بود. رجبیان دومین دختر از سه دختر بود که برای آن‌ها به دنیا آمد. آقای ورساوریان آرزوی بردن خانواده‌اش به آمریکا و دور از تنش‌های بین ترک‌ها و ارامنه را داشت. در طول جنگ جهانی اول، هنگامی که نسل‌کشی ارامنه در منطقه به اوج خود رسیده بود، آقای ورساوریان خانواده‌اش را به استانبول منتقل کرد تا از خطر قریب‌الوقوع دوری کنند. خانواده در آنجا مستقر شدند و در ۱۹۱۹، پدر رجبیان او و یکی از دوستانش را به انگلستان فرستاد تا زندگی کنند و انگلیسی بیاموزند.
خواهر رجبیان، آناهید، با یک آمریکایی ازدواج کرد و در لس آنجلس ساکن شد. در ۱۹۲۰، او خواهر کوچک‌ترش را دعوت کرد و رجبیان به همراه این زوج نقل مکان کرد. او نام خانوادگی دختری خود را به وریان کوتاه کرد و به مدرسه عالی لوس آنجلس رفت، جایی که در ۱۹۲۴ مدرک دیپلم گرفت. سپس به دانشگاه کالیفرنیا، شاخه جنوبی (اکنون UCLA) رفت و گواهینامه تدریس در مدرسه ابتدایی را در ژانویه ۱۹۲۷ دریافت کرد. او به عنوان معلم کار کرد تا زمانی که در ۱۹۲۸ با وهرام رجبیان ازدواج کرد.
ارمنس و وهرام بلافاصله پس از ازدواج به هوستون نقل مکان کردند و پسرشان میرون در آنجا در ۱۹۳۰ به دنیا آمد. چهار سال بعد، در ۱۹۳۴، خانواده به دالاس رفتند، شهری که ارمنس و وهرام بلافاصله عاشق آن شدند. دخترشان مری در دالاس در ۱۹۳۶ به دنیا آمد. در همین زمان بود که ارمنس رجبیان با اتا مای پیکنز آشنا شد که ایده باشگاه رجبیان را در ذهن او کاشت. رجبیان همچنین نویسنده‌ای پرکار بود و صدها صفحه درباره موضوعات مختلف از فرهنگ و تاریخ تا تجربیات شخصی سفرهای خود نوشت. پس از محبوبیت باشگاه‌های رجبیان، ارمنس در سراسر تگزاس سخنرانی کرد، از جمله در مؤسساتی چون دانشگاه متودیست جنوبی، دانشگاه وسلیان تگزاس و حتی یک بار برای مخاطبی به تعداد ۱۵۰۰ نفر در هوستون سخنرانی کرد. رجبیان‌ها در اواخر زندگی خود مسافرت‌های زیادی داشتند، اغلب به شهرهای زادگاهشان و همچنین بسیاری از شهرهای دیگر جهان سفر می‌کردند.
ارمنس رجبیان تا زمان مرگش در ۲۹ سپتامبر ۱۹۸۹ در دالاس زندگی کرد.

## باشگاه‌های رجبیان
در دالاس در دهه ۱۹۳۰، نقد کتاب نقش مهمی در زمینه تفریحات داشت و زنان در باشگاه‌های مختلف گرد هم می‌آمدند تا به سخنرانی یک منتقد گوش دهند. در یکی از این باشگاه‌ها در اواخر ۱۹۳۶، خانم اتا مای پیکنز برای اولین بار به سخنرانی ارمنس رجبیان گوش داد. رجبیان قبلاً از نقد دیگری درباره چهل روز موسی داغ شنیده بود و از عدم آگاهی آن منتقدان نسبت به فرهنگ ارمنی و تاریخ مایوس شده بود، بنابراین نقد خود را در لیگ داستان‌گویی دالاس ارائه داد. پیکنز تحت تأثیر زیادی قرار گرفت و در تابستان ۱۹۳۷ با رجبیان ملاقات کرده و از او درخواست کرد تا به باشگاه او بپیوندد. پس از کشف این که باشگاهی وجود ندارد، پیکنز پیشنهاد تأسیس یک باشگاه را داد. آن دو با هم همکاری کردند تا باشگاه را راه‌اندازی کنند و به زودی، سخنوری هوشمندانه و مشتاقانه رجبیان افراد بسیاری را جذب کرد و زنان در لیست انتظار قرار گرفتند. به‌سرعت چندین باشگاه دیگر تأسیس شد که رجبیان به نوبت در همه آنها سخنرانی می‌کرد زیرا لیست انتظار بسیار طولانی شده بود. در طی چند سال، بیش از ۴۰ باشگاه با استفاده از نام رجبیان به‌وجود آمد. او به‌طور میانگین ۴۲ نقد در ماه در طول ۳۴ سال اول فعالیت حرفه‌ای خود ارائه می‌داد تا این که در دهه ۶۰ سالگی مجبور شد تعداد آنها را کاهش دهد.

## سایر آثار و جوایز
در این دوره شلوغ، رجبیان همچنین به مدت هفت سال خلاصه‌ای از اخبار را در روزهای یکشنبه صبح در رادیو WFAA AM ارائه می‌کرد. او در طول زندگی‌اش سه کتاب نوشت: وصیت‌نامه ایمان داستان خودش، سفر به آزادی داستان همسرش، و کتاب دوران مطالعه کتاب مقدس او. در ۱۹۵۹، فرزندان انقلاب آمریکا، شاخه جین داگلاس، او را با مدال آمریکایی‌گرایی تجلیل کردند. در همان سال، مجله تایم او را به عنوان یکی از زنان برجسته جنوب غرب نامید. چهار سال بعد، در ۱۹۶۳، او جایزه خدمات زونتا را دریافت کرد.